# (871) Amneris
(871) Amneris es un asteroide perteneciente al cinturón de asteroides descubierto el 14 de mayo de 1917 por Maximilian Franz Wolf desde el observatorio de Heidelberg-Königstuhl, Alemania.
Está nombrado por Amneris, un personaje de la ópera Aida del compositor italiano Giuseppe Verdi (1813-1901).

## Características orbitales
Amneris forma parte de la familia asteroidal de Flora.